# تلده
تلده (به اسپانیایی: Telde) یک دهستان در اسپانیا است که در استان لاسپالماس واقع شده‌است. تلده ۱۰۲٫۴۳ کیلومتر مربع مساحت و ۱۰۲٬۱۷۰ نفر جمعیت دارد و ۱۳۰ متر بالاتر از سطح دریا واقع شده‌است.